# 아랑가
뮤지컬 <아랑가>는 『삼국사기(三國史記)』의 “도미설화”를 바탕으로 만들어진 창작뮤지컬이다.  아랑가는 중앙대학교 연극학과 대학동기인 김가람 작가와 이한밀 작곡가가 합심하여 판소리와 뮤지컬 넘버를 극에 다양한 형태로 배치하여 만들었고, 국악인 박인혜가 작창을 맡아 완성되었다. 2015년 CJ크리에이티브마인즈 리딩공연으로 무대에 올랐고, 2016년 충무아트센터 중극장 블랙에서 초연되었다. 이후 3년 만인 2019년 대학로 TOM 1관에서 재연, 그리고 2020년 정동극장에서 삼연으로 올라왔다.

## 줄거리
고구려 장수왕의 압박과 오랜 흉년으로 기울어가는 475년의 백제. 매일 밤 저주의 꿈에 시달리던 백제의 왕 개로는 궁 안에 첩자가 있음을 알게 되고 자신을 지켜주는 장군 도미에게 의지한다. 매일 밤 고통스러운 개로의 꿈에는 그를 구해주는 한 여인이 등장한다. 폭풍우가 몰아치던 밤, 개로는 자신의 꿈 속 여인과 꼭 닮은 아랑을 마주하게 된다. 그런데 그녀는 충신 도미의 부인이었다. 

## 등장인물
- 개로: 백제의 왕, 꿈 속 여인인 아랑을 찾아 곁에 두고자 한다.
- 아랑: 도미의 아내이자 개로의 꿈 속 여인. 남편을 살리기 위해 모함을 밝혀내고자 한다.
- 도미: 백제의 장군, 아랑의 남편. 첩자로부터 개로를 지키려 하지만 반역의 모함을 받는다.
- 도림: 백제의 국승. 도미의 정적. 개로를 위해 꿈 속 여인을 찾아 나선다.
- 사한: 도미, 아랑과 같이 살며 무예를 익히는 소년
- 도창: 극의 해설자

## 창작진
- 연출 이대웅
- 작가 김가람
- 작곡/음악감독  이한밀
- 작창 박인혜

## 뮤지컬 넘버
01.	Prologue – 저주받은 태자
02.	어전회의
03.	끝없는 나락
04.	꿈 속의 여인
05.	꿈 속 여인을 찾아
06.	우리 가요. Part A
07.	끝없는 나락 (Reprise)
08.	꿈 속의 여인(Reprise)
09.	저주의 이름
10.	어둠 속의 빛
11.	백제의 태양
12.	잊지 말라
13.	마음 앓이 
14.	그 꿈의 의미 
15.	사한의 죽음
16.	잊지 말라(Reprise)
17.	달이 진다
18.	마음 앓이(Reprise)
19.	어찌 울지 않을 수 있는가
20.	핏빛, 두 눈
21.	흘러가네
22.	사라진 달빛 (달이 진다 Reprise)
23.	우리 가요. Part B
24.	아랑은 아직이냐
25.	붉은 꽃 강물따라 지네
	Exit – 달이 진다(inst.)

## 2019년 공연
배우 강필석, 최연우, 이정열, 김태한, 박인혜, 정지혜는 초연(2016년) 무대에 이어 2019년 재연 무대에도 올랐다. 재연 무대에는 박한근, 박유덕, 안재영, 박란주, 김지철, 윤석원, 임규형, 유동훈이 새롭게 합류했다. 

## 2020년 공연
삼연 무대는 개관 25주년을 맞이한 정동 극장과 공동기획하여, 깊고 넓은 무대에 시시각각 변하는 영상과 조명이 어울어지며 지금껏 보지못한 입체적 무대를 선보였다. 개로 역에 송원근, 박정원, 아랑 역에 정연, 이지숙, 도미 역에 박민성, 김대현, 도림 역에 양승리, 한규정, 사한 역에 이진우, 김정래가 캐스팅되었다. 도창은 초재연에 이어 박인혜 소리꾼과 정지혜 소리꾼이 맡았다.

## 수상기록
- 2014 아시아 시어터 스쿨 페스티벌(ATSF) 최우수작품상
- 2015 서울뮤지컬페스티벌 예그린 앙코르 최우수작품
- 2016 예그린어워드 연출상, 남우주연상, 혁신상

## 공연 기록
- 2015 CJ크리에이티브마인즈 리딩 공연
- 2016 뮤지컬 <아랑가> 초연 (충무아트센터 중극장 블랙)
- 2019 뮤지컬 <아랑가> 쇼케이스 (CJ아지트 대학로)
- 2019 뮤지컬 <아랑가> 재연 (대학로 TOM 1관)
- 2020 뮤지컬 <아랑가> 삼연 (정동극장)